# ناحیه ناپاک
ناحیه ناپاک (به لاتین: Napak District) یک منطقهٔ مسکونی در اوگاندا است که در استان شمالی، اوگاندا واقع شده‌است. ناحیه ناپاک ۴٬۹۷۸٫۴ کیلومتر مربع مساحت و ۱۹۷٬۷۰۰ نفر جمعیت دارد و ۱٬۵۰۰ متر بالاتر از سطح دریا واقع شده‌است.